# K리그2의 외국인 선수 목록
K리그2 외국인 선수 명단은 한국프로축구연맹에 K리그2 출전 선수로 공식 선수 등록을 완료한 2부리그 K리그2의 외국인 선수들의 명단이다.
- 선수 이름은 공식 이름 / 한글 K리그 등록명 형식으로 병행 표기한다.
- 굵은 글씨로 표시된 선수는 현재 K리그2에서 활동하고 있는 선수이다.
- 복수국적자의 경우 한국프로축구연맹에 선수 등록시 선택한 국적으로 표기하는 것을 원칙으로 한다. 다만, 국가대표팀 경력이 있는 선수에 한해서는 해당 선수가 선택한 국가대표팀의 나라를 국적으로 표기한다.
- 복수국적자 참고사항에서 국가대표팀(연령별 대표팀 포함) 경력이 있는 선수의 경우 국가대표팀 경력을 쌓은 국가를 굵은 글씨로 기재한다.
- K리그1 경력자의 경우 한 구단에서의 연속된 경력기간이라도 K리그1에서의 경력기간은 K리그1의 외국인 선수 명단에 기재하고, 이 문서에는 K리그2에서의 경력기간만 기재한다.
- 각 구단에서 영입 후 한국프로축구연맹에 공식 선수 등록 전 방출한 선수는 기재하지 않는다.

## 아프리카–CAF

### 나이지리아
- 치솜 에그부출람 / 치솜 (2019 수원 FC)

### 니제르
- 올리비에 본 / 본즈 (2018 광주 FC, 2018 성남 FC) ※  복수국적자 (니제르–프랑스)[1], K리그1 경력자

### 남아프리카 공화국
- 라스 벨트비크 / 벨트비크 → 라스 (2020 수원 FC) ※  복수국적자 (남아프리카 공화국–네덜란드)[2], K리그1 경력자

### 라이베리아
- 세쿠 코네 / 코네 (2018 안산 그리너스)

### 카메룬
- 니옴 니옴 알로이스 / 뇸뇸 (2015 고양 Hi FC)

### 코트디부아르
- 오빈 쿠아쿠 / 쿠아쿠 (2016 충주 험멜, 2017 FC 안양)

### 토고
- 뱅상 보수 / 보소우 (2015 고양 Hi FC)

### 튀니지
- 이메드 루아티 / 루아티 (2015 경남 FC)

## 아시아–AFC

### 동티모르
- 지오구 한제우 / 디오고 → 산토스 (2014 대전 시티즌, 2014 강원 FC) ※ 복수국적자 (동티모르–브라질)
- 페드루 엔히키 올리베이라 / 페드로 (2017 대전 시티즌) ※ 복수국적자 (동티모르–브라질)

### 레바논
- 수니 사드 / 사드 (2020 안산 그리너스)

### 시리아
- 세르지우 / 세르징요 (2015 대구 FC, 2016 강원 FC) ※ 복수국적자 (시리아–브라질)
- 조나타스 벨루수 / 벨루소 (2015 강원 FC, 2016 서울 이랜드) ※ 복수국적자 (시리아–브라질)

### 오스트레일리아
- 알렉산다르 요바노비치 / 알렉스 (2013 수원 FC)  ※ K리그1 경력자
- 에이드리언 레이어 / 레이어 (2017–2018 수원 FC) ※ K리그1 경력자
- 브루스 지테 / 브루스 (2017 수원 FC) ※ K리그1 경력자
- 다리오 비도시치 / 비도시치 (2017 성남 FC)
- 닉 안셀 / 안셀 (2019 전남 드래곤즈, 2020 경남 FC)
- 알렉산다르 수신야르 / 수신야르 (2019 부산 아이파크)
- 딜런 폭스 / 폭스 (2019 FC 안양)
- 코너 채프먼 / 채프먼 (2020 대전 하나 시티즌) ※ K리그1 경력자

### 우즈베키스탄
- 바호디르 나시모프 / 나시모프 (2017 안산 그리너스)
- 바호디르 파르다예프 / 파다예프 (2017 부천 FC 1995)
- 쇼흐루흐 가도예프 / 가도예프 (2018-2019 대전 시티즌)
- 산자르 투르수노프 / 뚜르수노프 (2018-2019 대전 시티즌)
- 조블론 이브로키모프 / 조블론 (2019 수원 FC)
- 쿠르시드 기요소프 / 기요소프 (2020 FC 안양)
- 올레그 조테예프 / 올렉 (2020–현재 전남 드래곤즈)

### 인도네시아
- 아스나위 망쿠알람 / 아스나위 (2021–현재 안산 그리너스)

### 일본
- 로버트 컬런/ 보비 (2015 서울 이랜드)
- 와타나베 다이고 / 다이고 (2016 부산 아이파크)
- 야스다 미치히로 / 야스다 (2017 부산 아이파크)
- 와다 아쓰키 / 아츠키 (2017 서울 이랜드)
- 와다 도모키 / 와다 → 토모키 (2017 서울 이랜드) ※ K리그1 경력자
- 사토 미노리 / 미노리 (2018 광주 FC)
- 마스다 지카시 / 마스다 (2019 서울 이랜드) ※ K리그1 경력자
- 이시다 마사토시 / 마사 (2019 안산 그리너스, 2020 수원 FC, 2021 대전 하나 시티즌)
- 이와세 고 / 이와세 (2021–현재 안산 그리너스)
- 고바야시 유키 / 유키 (2021–현재 서울 이랜드)

### 조선민주주의인민공화국
※ 조선민주주의인민공화국 선수는 (재일 조선인 포함) 대한민국 국민으로 간주되어 외국인 선수 제한에 영향을 받지 않는다.
- 안병준 (2019–2020 수원 FC, 2021–현재 부산 아이파크)
- 리영직 (2024–현재 FC 안양)

### 중국
- 난쑹 / 남송 (2016 부천 FC 1995)

### 팔레스타인
- 에데르 루이스 / 에델 (2015–2016 대구 FC) ※ 복수국적자 (팔레스타인–브라질, 2017시즌까지 팔레스타인 국적으로 선수 등록, 2018시즌부터 브라질 국적으로 선수 등록), K리그1 경력자

### 필리핀
- 알바로 실바 / 실바 (2016 대전 시티즌) ※  복수국적자 (필리핀–스페인), K리그1 경력자,

## 유럽–UEFA

### 네덜란드
- 세르질 맥도날드 / 맥도날드 (2018 부산 아이파크 )
- 아르세니오 팔포르트 / 발푸르트 (2018 부산 아이파크 )
- 룩 카스타이흐노스 / 룩 (2020 경남 FC) ※ K리그1 경력자

### 노르웨이
- 줄리안 크리스토퍼슨 / 쥴리안 (2020 전남 드래곤즈)

### 독일
- 리차드 수쿠타 파수 / 수쿠타 파수 (2020 서울 이랜드 FC) ※ 복수국적자 (독일–콩고 민주 공화국 )

### 루마니아
- 치프리안 바실라케 / 치프리안 (2014 강원 FC, 2014 충주 험멜)
- 크리스티안 더널라케 / 크리스찬 (2016 경남 FC, 2017 대전 시티즌)
- 장클로드 보즈가 / 장클로드 (2016 대전 시티즌) ※ 복수국적자 (루마니아–콩고 민주 공화국)
- 아우렐리안 키추 / 키쭈 (2018–2019 대전 시티즌)

### 몬테네그로
- 보그단 밀리치 / 복이 → 보그단 (2013 수원 FC) ※ K리그1 경력자
- 블라단 아지치 / 블라단 (2014–2015 수원 FC, 2017 수원 FC) ※ K리그1 경력자
- 루카 로트코비치 / 로트코비치 (2017 안산 그리너스)

### 보스니아 헤르체고비나
- 하리스 하르바 / 하리스 (2017 부천 FC 1995)

### 세르비아
- 밀로시 스토야노비치 / 스토야노비치 (2015 경남 FC, 2016 부산 아이파크) ※ K리그1 경력자
- 이반 마르코비치 / 마르코비치 (2016 경남 FC)
- 스르잔 부야클리야 / 부야 (2018 광주 FC)
- 우로시 제리치 / 제리치 (2020 경남 FC) ※ K리그1 경력자
- 라자르 아르시치 / 아르시치 (2020–현재 서울 이랜드 FC)

### 스웨덴
- 필립 헬퀴스트 / 헬퀴스트 (2020 충남 아산)

### 스페인
- 시시니오 곤살레스 마르티네스 / 시시 (2015 수원 FC)
- 하이메 가빌란 / 가빌란 (2017 수원 FC) ※ K리그1 경력자
- 이스마 발레아 / 발레아 (2020 안산 그리너스)

### 슬로바키아
- 필리프 흘로호우스키 / 흘로홉스키, 필립 (2017 성남 FC, 2018 대전 시티즌)

### 에스토니아
- 헨리 아니에르 / 아니에르 (2019 수원 FC)

### 오스트리아
- 펠리피 도르타 / 펠리삐 (2019 안산 그리너스) ※ 복수국적자 (오스트리아–브라질)
- 아르민 무야키츠 / 무야키치 (2020 충남 아산)

### 우크라이나
- 미콜라 코우탈류크 / 미콜라 (2019 FC 안양)

### 이탈리아
- 맥스웰 아코스티 / 아코스티 (2020–2022 FC 안양) ※ 복수국적자 (이탈리아–가나), K리그1 경력자...

### 조지아
- 레반 셴겔리아 / 레반 (2017 대전 시티즌)

### 크로아티아
- 이반 헤르체그 / 이반 (2016–2017 경남 FC, 2018 서울 이랜드) ※ K리그1 경력자
- 마린 오르슐리치 / 오르슐리치 (2017–2018 성남 FC)

### 키프로스
- 발렌티노스 시엘리스 / 발렌티노스 (2020 제주 유나이티드) ※ K리그1 경력자

### 헝가리
- 노보트니 쇼마 / 노보트니 (2019 부산 아이파크)

## 북•중미,카리브 제도–CONCACAF

### 멕시코
- 에드하르 이반 파체코 / 파체코 (2016 강원 FC)

### 미국
- 오스틴 베리 / 베리 (2015 FC 안양)
- 세스 모지스 / 모세스 (2015 FC 안양)

### 자메이카
- 라이언 존슨 / 라이언존슨 (2015 서울 이랜드)

### 코스타리카
- 엘리아스 아길라르 / 아길라르 (2020 제주 유나이티드) ※ K리그1 경력자

### 트리니다드 토바고
- 칼라일 미첼 / 칼라일미첼 (2015–2016 서울 이랜드)

### 파나마
- 요르만 아길라르 / 요르만 (2022– 부천 FC 1995)

## 남아메리카–CONMEBOL

### 베네수엘라
- 다니엘 페블레스 / 페블레스 (2018 서울 이랜드 FC)

### 브라질
- 카시우 바르가스 / 카시오 (2013 광주 FC)
- 루시우 테오필루 / 루시오 (2013 광주 FC) ※ K리그1 경력자
- 투치냐 / 뚜찡야 (2013 충주 험멜)
- 미구에우 / 미구엘 (2013 충주 험멜)
- 웨즐레이 알레스 / 알렉스 (2013–2014 고양 Hi FC, 2014 강원 FC, 2016 대구 FC, 2017 FC 안양, 2017 서울 이랜드, 2018 FC 안양, 2019 서울 이랜드 )
- 아우미르 / 알미르3 (2013 고양 Hi FC, 2014 강원 FC, 2015 부천 FC 1995) ※ K리그1 경력자
- 루이지뉴 / 루이지뉴 (2013 광주 FC) ※ K리그1 경력자
- 알레산드루 로페스 / 알레산드로 (2013 충주 험멜) ※ K리그1 경력자
- 조에우송 / 조엘손 (2014 강원 FC)
- 호드리구 도밍구스 두스 산투스/ 호드리고 (2014–2015, 2017 부천 FC 1995)
- 호마리뉴 / 호마링요 (2014 광주 FC)
- 파비우 네베스 / 파비오 (2014 광주 FC) ※ K리그1 경력자
- 호니 / 호니 (2014 고양 Hi FC)
- 바그네르 / 박은호 → 바그너 (2014 FC 안양) ※ K리그1 경력자
- 펠리페 아당 / 펠리피 (2014 FC 안양)
- 아드리아누 / 아드리아노(2014 대전 시티즌) ※ K리그1 경력자
- 마테우스 / 마테우스1 (2014 대구 FC) ※ K리그1 경력자
- 반델레이 프란시스쿠 / 반델레이 (2014 대전 시티즌)
- 조나탕 / 조나탄 (2014–2015 대구 FC) ※ K리그1 경력자
- 네베르통 / 네벨톤 (2014 대구 FC)
- 마라냥 / 마라냥1 (2014 대전 시티즌)
- 지에구 / 디에고 (2014 광주 FC)
- 마이콩 / 마이콘 (2014 고양 Hi FC)
- 자파 / 자파 (2014–2015 수원 FC)
- 칼렐 / 깔레오 (2014 충주 험멜)
- 하파에우 / 하파엘 (2014 충주 험멜)
- 에데르 루이스 / 에델 (2015–2016 대구 FC, 2018 성남 FC, 2020–현재 제주 유나이티드) ※ 복수국적자 (브라질–팔레스타인 2017시즌까지 팔레스타인 국적으로 선수 등록, 2018시즌부터 브라질 국적으로 선수 등록), K리그1 경력자
- 레우 자이미 / 레오 (2015 대구 FC)
- 타라바이 / 타라바이 (2015–2016 서울 이랜드)
- 마르시우 / 마르싱요(2015 충주 험멜)
- 지바니우통 / 지우 (2015–2016 강원 FC, 2018 광주 FC)
- 에낭 / 헤난 (2015 강원 FC) ※ K리그1 경력자
- 파우베르 프랑크/ 프랭크 → 파우벨 (2015 경남 FC, 2019 안산 그리너스)
- 루키앙 /루키안 (2015–2016 부천 FC 1995, 2017 부산 아이파크, 2017 FC 안양)
- 바기니뉴 / 바그닝요 (2016–2017 부천 FC 1995) ※ K리그1 경력자
- 이베르통 / 에벨톤 (2016 부천 FC 1995)
- 이드송 / 에드손 (2016 부천 FC 1995)
- 파울루 / 파울로 (2016 대구 FC, 2017 성남 FC)
- 윌리앙 포프 / 포프 (2016 부산 아이파크, 2018 부천 FC 1995)
- 세지냐 / 세징야 (2016 대구 FC) ※ K리그1 경력자
- 완데르송 / 완델손 (2016 대전 시티즌) ※ K리그1 경력자
- 자이루 / 자이로 (2016 FC 안양)
- 브루누 / 브루닝요 (2016 FC 안양)
- 데이비드 사코니 / 데이비드 (2016 대구 FC)
- 파울루 빅토르 코스타 소아레스 / 빅토르 (2016 고양 자이크로 FC)
- 펠리피 지 파울라 / 데파울라 (2016 고양 자이크로 FC)
- 구스타부 사우에르 / 구스타보 (2016 대전 시티즌)
- 마우콘 / 마우콘 (2016 충주 험멜)
- 하파에우 / 하파엘 (2016 충주 험멜)
- 마테우스 아우베스 / 마테우스2 (2016 강원 FC, 2018 수원 FC)
- 루이스 엔리케 / 루이스 (2016 강원 FC) ※ K리그1 경력자
- 마라냥 / 마라냥2 (2016 강원 FC) ※ K리그1 경력자
- 니우송 주니오르 / 닐손주니어 (2016 부산 아이파크, 2017–2019 부천 FC 1995, 2020–현재 FC 안양) ※ K리그1 경력자
- 마르캉 / 말컹 (2017 경남 FC) ※ K리그1 경력자
- 알레스 브루누 / 브루노 (2017 경남 FC, 2018 수원 FC)
- 다닐루 네쿠 / 네코 (2017 성남 FC) ※ K리그1 경력자
- 다니 모라이스 / 모라이스 (2017 부산 아이파크)
- 조시에우 / 조시엘 (2017 FC 안양)
- 윌리앙 / 윌리암 (2017 안산 그리너스)
- 호물루 / 호물로 (2017–2019 부산 아이파크) ※ K리그1 경력자
- 다니에우 로비뉴 / 로빙요 (2017 서울 이랜드)
- 야구 / 야고 (2017 서울 이랜드)
- 페드루 카르모나 / 카르모나 (2017 수원 FC)
- 브루누 칸타녜지 / 브루노 (2017 대전 시티즌, 2018 FC 안양)
- 다리우 / 다리오 (2017 성남 FC) ※ K리그1 경력자
- 레오 미네이루 / 레오 (2017 부산 아이파크) ※ K리그1 경력자
- 페드루 / 페드로 (2018 대전 시티즌)
- 알레스 리마 / 알렉스 (2018 수원 FC, 2019 FC 안양)
- 무랄랴 / 무랄랴 (2018 성남 FC) ※ K리그1 경력자
- 조나탕 발로텔리 / 발로텔리 (2018 부산 아이파크)
- 알레망 / 알레망 (2018 부산 아이파크)
- 마르쿠스 안토니우 / 마르코스 (2018 FC 안양)
- 크리스토방 / 크리스토밤 (2018 부천 FC 1995) ※ K리그1 경력자
- 페르난두 비아나 / 비아나 (2018 수원 FC)
- 펠리피 시우바 / 펠리페 (2018–2019 광주 FC) ※ K리그1 경력자
- 두아르치 / 두아르테 (2018 광주 FC, 2019 서울 이랜드)
- 피데우 / 피델 (2018 안산 그리너스)
- 완데르송 / 마쎄도 (2019 전남 드래곤즈) ※ K리그1 경력자
- 호드리구 마라냥 / 마라냥 (2019 부천 FC 1995)
- 구스타부 빈치싱쿠 / 빈치씽코 (2019 안산 그리너스) ※ K리그1 경력자
- 지에구 마우리시우 / 디에고 (2019 부산 아이파크) ※ K리그1 경력자
- 브루누 누니스 / 브루노 누네즈 (2019 전남 드래곤즈)
- 하치뉴 / 하칭요 (2019 광주 FC)
- 윌리앙 바르보자 / 윌리안 (2019 광주 FC) ※ K리그1 경력자
- 도글라스 코치뉴 / 쿠티뉴 (2019 서울 이랜드)
- 하파에우 하마조치 지 쿠아드루스 / 하마조치 (2019 대전 시티즌)
- 마테우스 파투 / 안토니오 (2019 대전 시티즌)
- 브루누 바이우 / 바이오 (2019 전남 드래곤즈, 2020–현재 대전 하나 시티즌)
- 호도우푸 / 호도우프 (2020–현재 전남 드래곤즈)
- 레안드루 히베이루/ 레안드로 (2020–현재 서울 이랜드)
- 마를로니 / 말로니 (2020–현재 수원 FC)
- 네게바 / 네게바 (2020–현재 경남 FC) ※ K리그1 경력자
- 안드레 루이스 / 안드레루이스 (2020–현재 대전 하나 시티즌)
- 윌리앙 바르비우 / 바비오 (2020–현재 부천 FC 1995)
- 다닐루 아우비스 / 다닐로 (2020–현재 수원 FC)
- 브루누 / 브루노 (2020 안산 그리너스 FC, 2020–현재 충남 아산)
- 펠리팡 / 펠리팡 (2020–현재 안산 그리너스 FC)
- 마우리지스 / 마우리데스 (2020–현재 FC 안양)
- 제페르송 바이아누 / 바이아노 (2020–현재 부천 FC 1995)
- 조 에르난지스 / 에르난데스 (2020–현재 전남 드래곤즈)
- 이지뉴 / 에디뉴 (2020–현재 대전 하나 시티즌)
- 안데르송 카뇨투 / 까뇨뚜 (2020–현재 안산 그리너스 FC)

### 아르헨티나
- 조나탄 카스티요 / 까스티쇼 (2016 충주 험멜)
- 니콜라스 오르시니 / 오르시니 (2016 FC 안양)
- 디에고 오스발도 비엘키에비츠 / 비엘키에비치 (2018 서울 이랜드)

### 에콰도르
- 마를론 데 헤수스 / 말론 (2019–현재 부천 FC 1995)

### 우루과이
- 라울 타라고나 / 라울 (2017-2018 안산 그리너스)

### 칠레
- 이그나시오 에레라 / 에레라 (2018 서울 이랜드)

### 콜롬비아
- 세바스티안 벨라스케스 / 벨라스케즈 (2019 수원 FC)
- 마누엘 팔라시오스 / 팔라시오스 (2019 FC 안양) ※ K리그1 경력자

## 같이 보기
- K리그1 외국인 선수 명단
- K리그
- K리그1
- K리그2

## 참고 자료
- K리그 공식 웹사이트 - 선수 프로필 조회
- (영어) 내셔널–풋볼–팀[깨진 링크(과거 내용 찾기)]
- playerhistory.com (영어)
- Sambafootball.com (영어)